# Wielkopolska Droga św. Jakuba

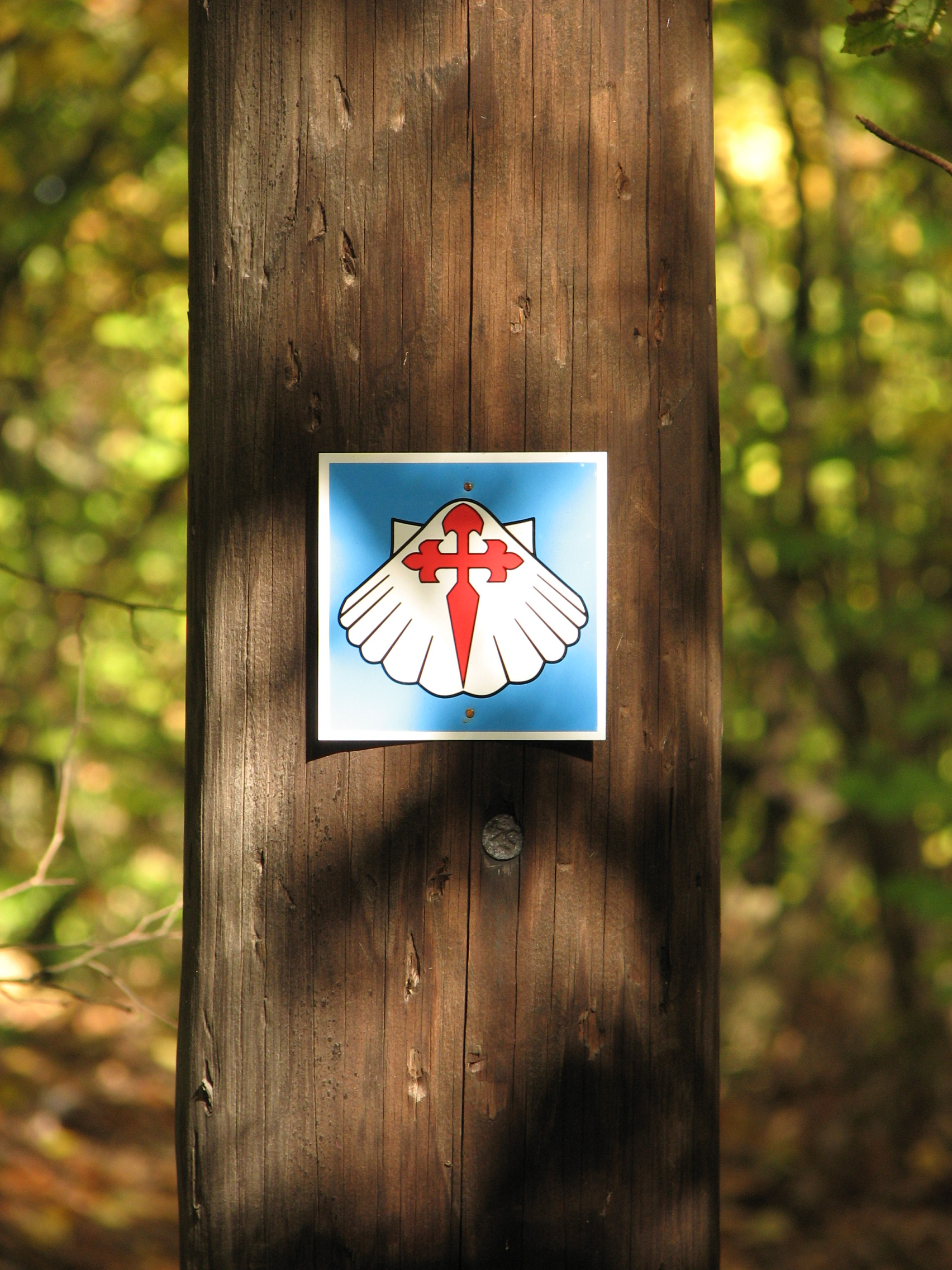
oznakowanie szlaku w terenie

Wielkopolska Droga św. Jakuba – odtworzony w Polsce fragment drogi św. Jakuba – europejskiej sieci szlaków pielgrzymich prowadzących do grobu św. Jakuba w Santiago de Compostela w Hiszpanii. Szlak jest także odtworzeniem trasy historycznego traktu handlowego północ-południe: z Wielkopolski przez Łużyce do Czech.
Odcinek o długości ok. 235 km został otwarty 6 listopada 2006. Szlak wiedzie z Gniezna przez Poznań do Głogowa, gdzie łączy się z dolnośląskim etapem Drogi.

## Oznakowanie
Oznaczeniem szlaku (w obrębie Wielkopolski) jest symbol białej muszli z czerwonym krzyżem na błękitnym tle. Znaki umieszczone zostały wzdłuż trasy na słupach oraz drzewach.

## Lista miejscowości na szlaku

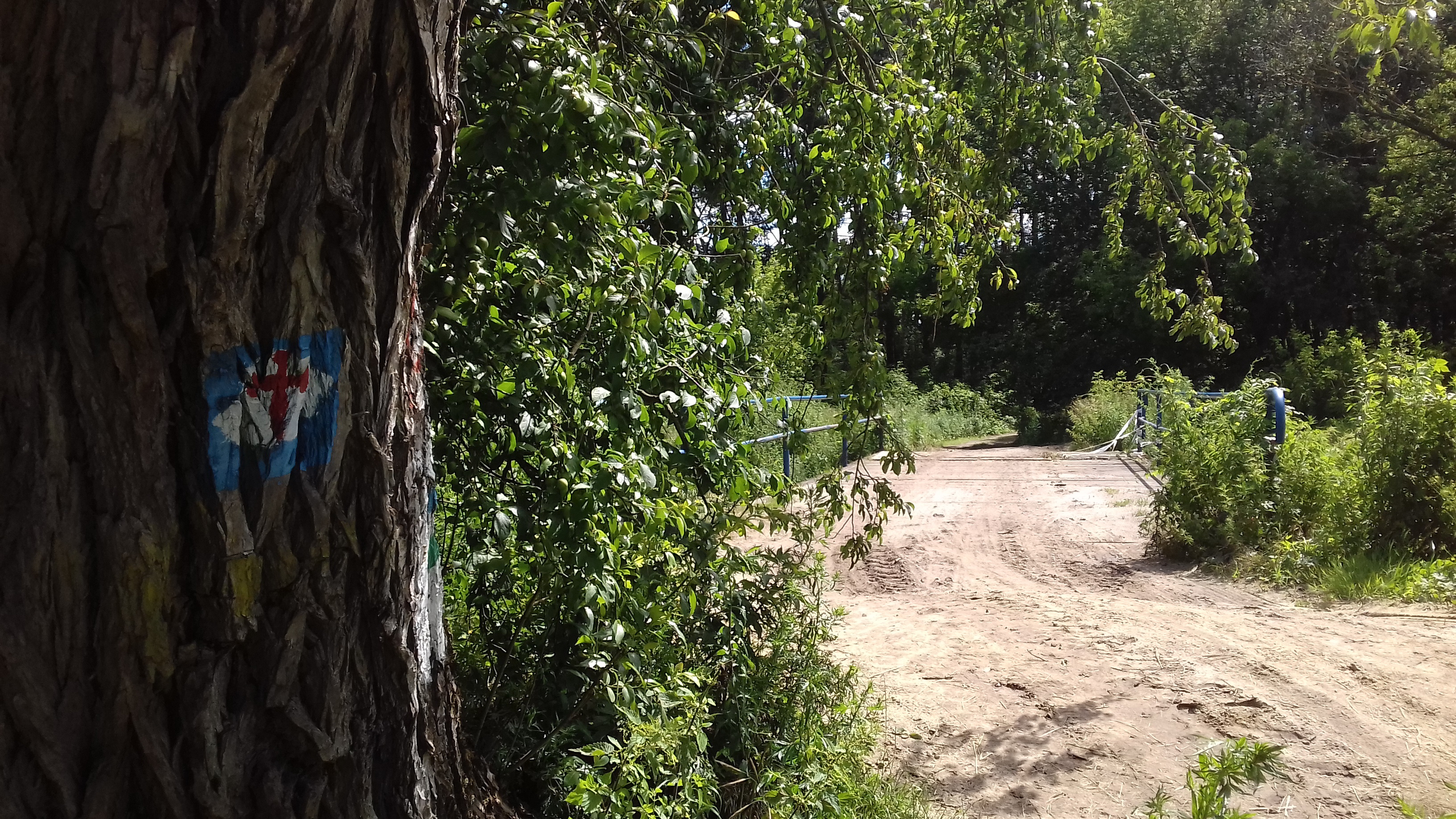
Oznaczenie Drogi w pobliżu mostu przez Kanał Mosiński pomiędzy Mosiną a Rogalinkiem.

- Gniezno (0,0 km)
- Piekary (4 km)
- Braciszewo (6 km)
- Rzegnowo (9 km)
- Żydówko (12 km)
- Siemianowo (16 km)
- Waliszewo (19 km)
- Imiołki – Lednica (22 km)
- Skrzetuszewo (24 km)
- Głębokie (25 km)
- Charzewo
- Sroczyn (30 km)
- Turostowo (34 km)
- Dąbrówka Kościelna (40 km)
- Głęboczek (45 km)
- Boduszewo (49 km)
- Murowana Goślina (52 km)
- Szlachęcin
- Bolechowo (58 km)
- Owińska (61 km)
- Dziewicza Góra (67 km)
- Oznaczenie Drogi w pobliżu mostu przez Kanał Mosiński pomiędzy Mosiną a Rogalinkiem.Kicin (69 km)

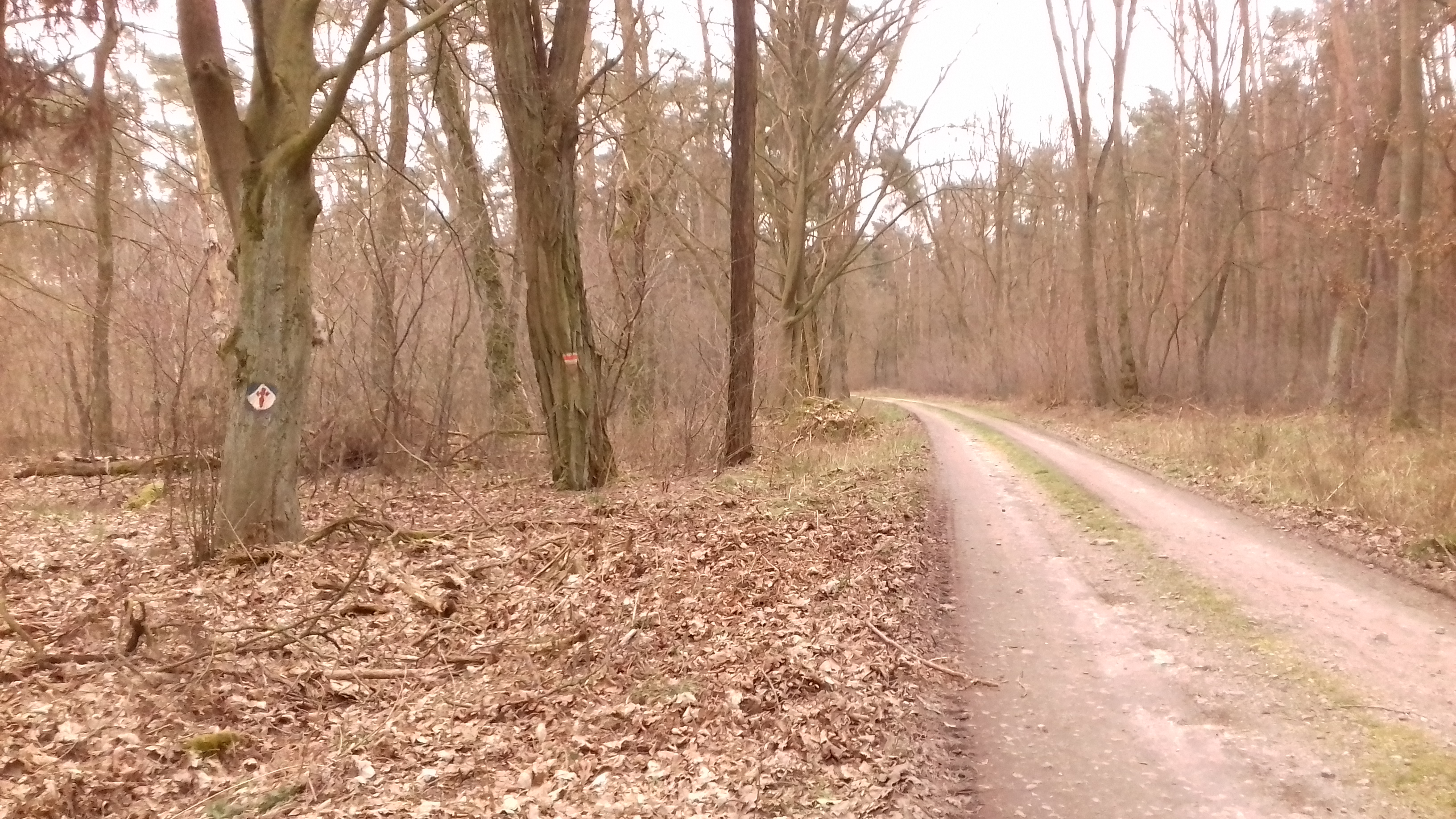
Oznaczenie drogi w lesie w rejonie Żabna, wspólny przebieg z Czerwonym szlakiem pieszym Żabno-Drużyna Poznańska

- Wierzenica
- KobylnicaOznaczenie drogi w lesie w rejonie Żabna, wspólny przebieg z Czerwonym szlakiem pieszym Żabno-Drużyna Poznańska

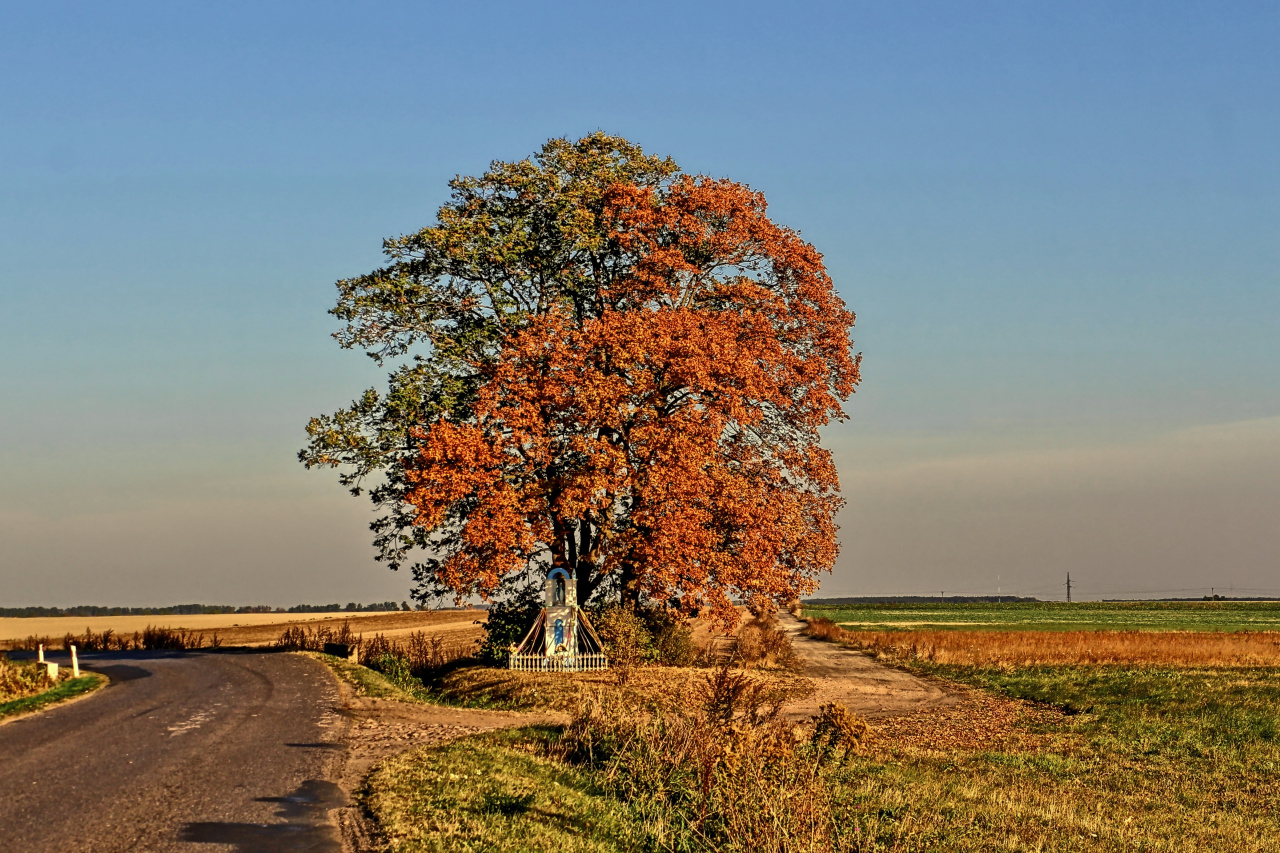
Odcinek Wschowa – Konradowo

- Gruszczyn (74 km)
- Poznań (85 km)
- Głuszyna (96 km)
- Rogalinek (105 km)
- Sowiniec (110 km)
- Żabno (119 km)
- Przylepki (127 km)
- Manieczki (129 km)
- Krzyżanowo (131 km)
- Błociszewo (133 km)
- Rąbiń (138 km)
- Dalewo (142 km)
- Mościszki (145 km)
- Bieżyń (148 km)
- Lubiń (151 km)
- Krzywiń (157 km)
- Miąskowo (159 km)
- Świerczyna (162 km)
- Osieczna (168 km)
- Leszno (179 km)
- Święciechowa (185 km)
- Trzebiny (189 km)
- Niechłód (193 km)
- Osowa Sień (197 km)
- Wschowa (203 km)
- Konradowo (208 km)Odcinek Wschowa – Konradowo
- Zamysłów (214 km)
- Wilków (221 km)
- Klucze (224 km)
- Serby (229 km)
- Głogów (232 km)[1]